# Gilbert Hernández

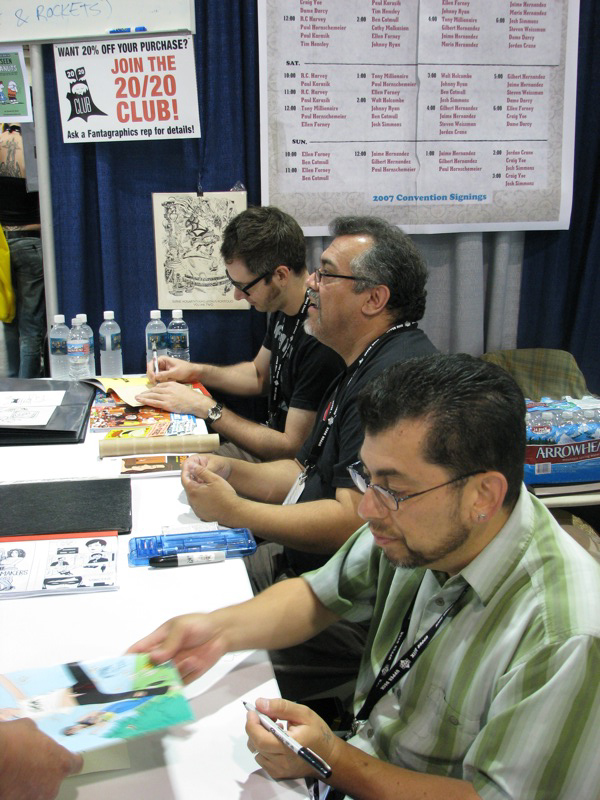
Gilbert Hernández (sentado en el medio).

Gilbert Hernández (Oxnard, California, 1957), conocido como "Beto" Hernández, es un autor de cómics estadounidense, conocido, como su hermano Jaime, por sus trabajos en la revista Love and Rockets.

## Biografía
Se crio en la localidad californiana de Oxnard, en una familia de inmigrantes mexicanos. Eran seis hermanos, todos los cuales leían y dibujaban cómics. Su madre había sido también en su infancia una ávida lectora de comic-books. Gilbert se interesó especialmente por la obra de autores como Jack Kirby o Steve Ditko para Marvel Comics, así como por tiras de prensa del tipo de Archie, Daniel el travieso o Peanuts. Más adelante conoció la revista satírica Mad y la obra de autores underground como Robert Crumb o Gilbert Shelton.
También la música influyó decisivamente en la formación de Beto Hernández. A finales de la década de los 70 llegó a California el movimiento punk, una de cuyas divisas era "hazlo tú mismo" (do it yourself). Siguiendo esta consigna, Gilbert y sus hermanos Mario y Jaime Hernández se autoeditaron en 1981 un cómic, el número 1 de Love and Rockets, que contenía historietas de los tres hermanos Hernández. Gilbert firmaba un extraño pastiche de ciencia ficción, con claras influencias de Richard Corben, titulado "BEM", en el que ya aparecía uno de sus personajes emblemáticos, Luba. Los hermanos enviaron un ejemplar de su cómic a Gary Groth, director de la influyente revista de crítica de historietas The Comics Journal, y éste, impresionado por su calidad, les propuso editar los siguientes números de su publicación. Al año siguiente, una nueva edición del número 1 de Love and Rockets aparecía en el mercado, publicado por la editorial Fantagraphics Books.
En Love and Rockets, Beto fue desarrollando una serie de historietas ambientadas en un pueblo imaginario, Palomar, situado en algún lugar de México o de Centroamérica (no se precisa nunca su ubicación), que relatan las historias interrelacionadas de una gran cantidad de personajes. Es una especie de dilatado culebrón costumbrista con temas como el amor, los celos, la amistad, el sexo, la violencia, etc. La saga de Palomar ha sido comparada por los críticos, en cuanto que reflejo de la realidad latinoamericana, a Cien años de soledad, de Gabriel García Márquez. La primera historia de este peculiar universo narrativo se llamó Heartbreak Soup (Sopa de gran pena); después siguieron otras muchas entregas, todas ellas publicadas en Love and Rockets.
La revista de los hermanos Hernández, sin embargo, interrumpió su publicación cuando en 1996 los hermanos decidieron continuar sus carreras por separado. Beto realizó a continuación, para la editorial Dark Horse, la miniserie Girl Crazy (3 números), y, para Fantagraphics, New Love (serie de 6 números). En 1998 creó una serie de diez números sobre Luba, uno de los personajes más importantes de la saga de Palomar, donde se cuenta la vida del personaje anterior a su llegada al pueblo. En la actualidad publica Luba's Comics and Stories, del que han aparecido hasta el momento cinco números.

## Obra

### Love and Rockets
Los 50 números de la publicación Love and Rockets (1981-1996) de los hermanos Hernández han sido recopilados en quince tomos por Fantagraphics Books. En estas recopilaciones se encuentran tanto historias de Gilbert como de su hermano Jaime Hernández. En cuanto a las de Gilbert, predomina el material perteneciente a la saga de Palomar, pero existen también historias completamente ajenas a dicha saga, como las protagonizadas por el personaje de Errata Stigmata.
- Love and Rockets Vol. 1: Music For Mechanics
- Love and Rockets Vol. 2: Chelo's Burden.
- Love and Rockets Vol. 3: Las Mujeres Perdidas.
- Love and Rockets Vol. 4: Tears From Heaven
- Love and Rockets Vol. 5: House of Raging Women
- Love and Rockets Vol. 6: Duck Feet
- Love and Rockets Vol. 7: The Death of Speedy
- Love and Rockets Vol. 8: Blood of Palomar
- Love and Rockets Vol. 9: Flies On The Ceiling
- Love and Rockets X
- Love and Rockets Vol. 11: Wigwam Bam
- Love and Rockets Vol. 12: Poison River
- Love and Rockets Vol. 13: Chester Square
- Love and Rockets Vol. 14: Luba Conquers The World
- Love and Rockets Vol. 15: Hernández Satyricon

La colección se ha completado más adelante con otros volúmenes que no corresponden a la antigua revista Love and Rockets, pero que continúan en muchas ocasiones las historias de los mismos personajes:
- Love and Rockets Vol. 16: Whoa Nellie!
- Love and Rockets Vol. 17: Fear of Comics
- Love and Rockets Vol. 18: Locas In Love
- Love and Rockets Vol. 19: Luba in America
- Love and Rockets Vol. 20: Dicks and Deedees

Varias de las historias de Palomar han sido recopiladas en un solo volumen, Palomar. The "Heartbreak Soup" Stories, de más de quinientas páginas.

#### Traducciones al español
Del material publicado por Beto Hernández en Love and Rockets, se publicaron en España algunas de las historias pertenecientes a la saga de Palomar, originalmente de una forma bastante dispersa y asistemática.
- Pasión en la Frontera I: Pies de Pato. Historias Completas de El Víbora. N.º 3 (1987). Ediciones La Cúpula. Corresponde a la historia "Duck Feet" (Love and Rockets Vol. 6).
- Pasión en la Frontera II:Mordiscos de amor. Historias Completas de El Víbora. N.º 4 (1987). Ediciones La Cúpula. Corresponde a la historia "Love Bites" (Love and Rockets Vol. 5).
- Sopa de gran pena.Historias Completas de El Víbora. N.º 20 (1989). Ediciones La Cúpula. Corresponde a la historia "Heartbreak Soup" (Love and Rockets Vol. 2).
- 'Calor humano I.'Historias Completas de El Víbora. N.º 27 (1990). Ediciones La Cúpula. Corresponde a la primera parte de la historia "Human Diastrophism" (Love and Rockets Vol. 8).
- Calor humano II.Historias Completas de El Víbora. N.º 28 (1990). Ediciones La Cúpula. Corresponde a la primera parte de la historia "Human Diastrophism" (Love and Rockets Vol. 8).
- Río Veneno (miniserie de 4 comic-books, 1996-1997). Brut Comix. Ediciones La Cúpula. Corresponde a Love and Rockets Vol. 12: Poison River.
- Be-bop-a-Luba (miniserie de 4 comic-books, 1999-2000). Brut Comix. Ediciones La Cúpula. Corresponde a Love and Rockets Vol. 14: Luba Conquers The World.
- Palomar. Volumen 1. Historias de "Sopa de Gran Pena", narradas por Beto Hernández. Ediciones La Cúpula, 2005. ISBN 84-7833-644-3. Corresponde a la primera parte del volumen recopilatorio Palomar. The "Heartbreak Soup" Stories. Incluye las historias "La carga de Chelo", "Sopa de Gran Pena"; "Acto de contrición", "Ecce Homo", "Un americano en Palomar" y "Mordiscos de amor". Corresponde a todas las historias de la saga de Palomar incluidas en los volúmenes 2, 3, 4 y 5 de Love and Rockets.
- Palomar. Volumen 2. Historias de "Sopa de Gran Pena", narradas por Beto Hernández. Ediciones La Cúpula, 2005. ISBN 84-7833-672-9. Corresponde a la segunda parte del volumen recopilatorio Palomar. The "Heartbreak Soup" Stories. Incluye las historias "Pies de pato", "Diastrofismo humano"; "Adiós, Palomar mío", "Luba conquista el mundo" y "Epílogo: La carga de Chelo".

Desde 2007, Ediciones La Cúpula está completando sus ediciones del material de Beto en formato "integral" de novela gráfica (recopilatorios, no en fascículos). En concreto están disponibles las versiones españolas de:
- Luba en Norteamérica, 23/05/2007.
- Rio Veneno, noviembre de 2005.
- Luba, El diario de Ofelia, 2007.
- Luba, Tres hermanas, 2008.
- Luba en Norteamérica, El Diario de Ofelia, Tres hermanas se recopilaron en el megatomo LUBA, (La Cúpula, 2011).

En general, la calidad de la edición es alta, pero en el caso de Río Veneno se omiten las portadas en color de los fascículos originales, y tampoco se incluye la nota introductoria de Ramon Llubia del primer fascículo.
Otras traducciones de La Cúpula:
- Los Bros Hernández Satiricón (ed. española 2001). Comic Book en número único que recoge parcialmente el volumen 15 de Fantagraphics, con material común a los dos hermanos y en gran parte autoparódico (especialmente la página 27, con un fotomontaje que incluye en el personaje dibujado la cabeza real de Beto).
- Birdland (novela gráfica con material de Beto independiente de Love and Rockets, pero con personajes del mismo), traducido en 2002.

### Otras obras
- Girl Crazy
- New Love
- Pereza (Novela Gráfica, Planeta Deagostini)
- Grip (Novela Gráfica, Norma Editorial)
- Biografía de Frida Kahlo (Revista El Víbora n.º ???)
- Yeah! (8 números, dibujo de Beto Hernández, guion de Peter Bagge, Planeta Deagostini.)Reeditado por La Cúpula en tomo (2012)
- Una oportunidad en el infierno (Novela Gráfica, La Cúpula)
- Hablando del diablo (Novela Gráfica, La Cúpula)
- Mr. X, tomo 1, junto a otros autores, (Norma ed., 2006)
- Nuevas Historias del Viejo Palomar (Novela Gráfica, La Cúpula, 2010)
- Ciudadano Rex (Novela Gráfica, La Cúpula, 2011)
- Los Timadores (Novela Gráfica, La Cúpula, 2011)
- Tiempo de canicas (Novela Gráfica, La Cúpula, 2014)

- Datos: Q949202
- Multimedia: Gilbert Hernandez / Q949202